# Los Vatos Locos II – Hard Mixxx
Los Vatos Locos II – Hard Mixxx – trzeci album studyjny polskiego rapera Karramby, który jest kontynuacją albumu wydanego rok wcześniej, Los Vatos Locos. Został wydany w 1998 roku nakładem wytwórni muzycznej Star Maker w formie płyty CD.
Limitowana wersja albumu zawiera wszystkie utwory z albumu na kasetę CC.

## Lista utworów
Opracowano na podstawie materiału źródłowego.
1. „Los Vatos Locos II”
2. „Karramba Rap II”
3. „Baltazar V - nowe hard przygody”
4. „Miky - hard mix”
5. „Gazety”
6. „Gówno o mnie wiesz!”
7. „Los Vatos Locos - horror hard mix”
8. „Drugs - natural born wordz mix”
9. „Brutalna prawda lepsza niż fałsz...”
10. „Karramba Rap - Boom! Bang! hard mix”
11. „Mój styl - hard mix”
12. „Yakuza - Tattoo”
13. „Karramba's fucking rap”
14. „Los Vatos Locos - video edit”